# Mimosa platyphylla
Mimosa platyphylla är en ärtväxtart som beskrevs av George Bentham. Mimosa platyphylla ingår i släktet mimosor, och familjen ärtväxter. Inga underarter finns listade i Catalogue of Life.